# Вільгельм Телль (Шиллер)
«Вільгельм Телль» (нім. Wilhelm Tell) — п'єса німецького поета, філософа і драматурга Фрідріха Шиллера, драматична вистава в п'яти діях, написана в 1803—1804 роках і вперше поставлена на сцені в березні 1804 в німецькому Веймарі. Останній закінчений твір Шиллера. Оповідає про легендарного народного героя Швейцарії кінця XIII — початку XIV століть Вільгельма Телля, — майстерного лучника, борця за незалежність своєї країни від імперії Габсбургів (Австрії та Священної Римської імперії). Історичним тлом для п'єси послужило сходження Наполеона до влади та початок в Європі наполеонівських воєн. Лейтмотиви п'єси — волелюбність, патріотичний запал і народна боротьба з чужоземним поневолювачем.
Французький переклад твору ліг в основу однойменної опери італійського композитора Джоаккіно Россіні (1829)

## Основні дати
- 1803 — збір автором матеріалів для п'єси з історії та природи Швейцарії, її побуту та звичаїв, народних пісень і переказів. 25 серпня — Шиллер розпочав роботу над твором.
- 1804 — 18 лютого Шиллер записав у своєму щоденнику: «Закінчив Телля». Березень — перші постановки майже одночасно на сценах Веймара і Берліна, де успіх перевершив всі очікування. Як наслідок Шиллера запросили переїхати до Берліна, однак це не сталось через смерть автора (9 травня 1805).
- 1887 — перший український переклад Володимира Кміцикевича.
- 1941 — заборона постановка «Вільгельма Телля» і «Дона Карлоса» в Німеччині за наказом Гітлера.

## Сюжет

### Головні персонажі
Селяни: Вільгельм Телль; Конрад Баумгартен; Вернер Штауффахер; Вальтер Фюрст (тесть В. Телля); Арнольд Мейхель.
Герман Геслер — імперський намісник, один з представників австрійської влади у швейцарських кантонах.
Вернер фон Аттінгаузен — місцевий феодал, барон.
Ульріх фон Руденц — його племінник.
Берта фон Брунек — багата спадкоємиця, наречена фон Руденца.

### Короткий зміст

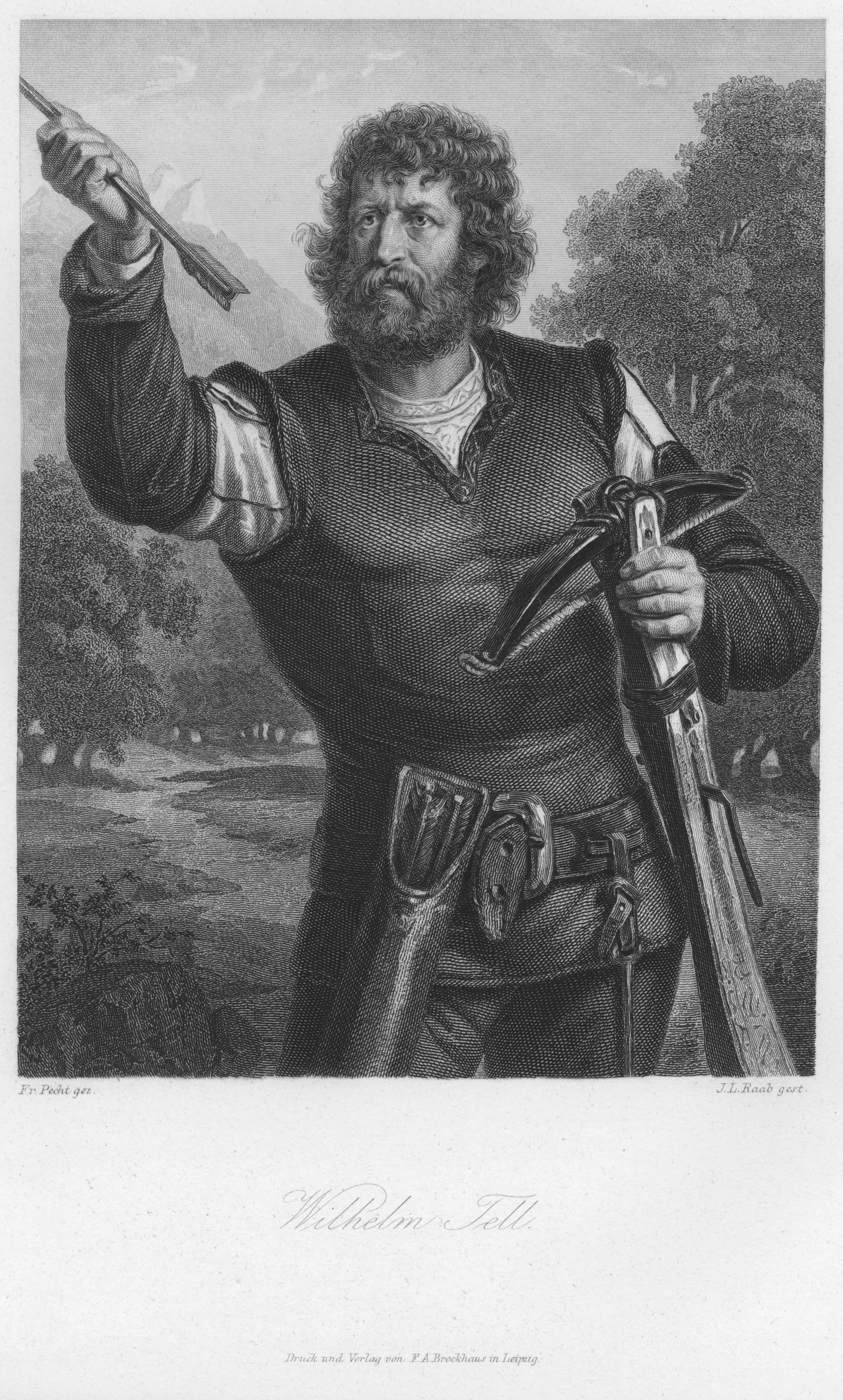
Вільгельм Телль

Вільгельм Телль приходить на допомогу Баумгартену, якого переслідують солдати австрійського губернатора. Попри ризик для власного життя Телль допомагає йому у бурю переправитися через озеро. В іншому кантоні селянину Штауффахеру загрожує втрата житла і господарства: на його достаток зазіхнув намісник краю. За порадою дружини Штауффахер відправляється в Урі на пошуки людей, які також незадоволені владою чужинців-фогтів. В Урі знаходить притулок також Арнольд Мейхель, що став злочинцем при спробі запобігти грабунку власного майна; проте жорсткого покарання зазнав його батько. Розробляється спільний план визволення рідної землі, який закріплюється присягою селян трьох кантонів (Швіца, Унтервальдена й Урі) у горах, на галявині Рютлі, — там, де сходяться кордони кантонів.
Місцевий барон фон Аттінгаузен просить племінника не йти на службу до австрійців, однак коханою нареченою його племінника є багата австрійська спадкоємиця Берта фон Брунек.
Вільгельм Телль живе якнайдалі від місця подій, тому вирушає відвідати тестя Фюрста. На міській площі, за наказом намісника Геслера встановлено стовп з капелюхом, і всі, хто проходить повз неї зобов'язаний кланятися, як самому Геслеру. Варта затримує альпійського стрільця з сином, але за них заступаються місцеві жителі. Однак з'являється намісник і влаштовує «розвагу», зажадавши від Телля збити з голови сина яблуко. Син сам кладе собі яблуко на голову. Телль дістає дві стріли та з першого пострілу збиває зловісне яблуко. Друга стріла готувалася для намісника. За щиру відповідь, для чого була потрібна друга стріла, Телля заарештовують. При переправі через неспокійне озеро, йому вдається втекти від вартових.
Барона фон Аттінгаузен, який перебуває при смерті, посвячують про існування таємної присяги, даної на галявині Рютлі. Його племінник фон Руденц клянеться у вірності своєму народові та просить допомоги, аби знайти викрадену наречену.
Телль вбиває австрійського намісника стрілою, пущеною в серце. Повсталі озброюються і беруть з боєм фортеці й замки. Фон Руденц рятує з вогню наречену Берту. Народ робить з капелюха на жердині символ свободи.
Прийшла звістка про вбивство імператора, йдуть пошуки вбивць. Мандрівний монах, якого впустив у свій будинок Телль, і є організатор вбивства, а також рідним племінником імператора, швабський герцог. Телль виганяє його зі свого будинку, вказуючи шлях через Альпи в Італію, до Папи Римського на покаяння. З нагоди загального свята свободи, щасливий фон Руденц дає «волю» кріпакам.

## Переклади українською
Українською мовою п'єсу переклали Пантелеймон Куліш, Борис Грінченко, Володимир Кміцикевич, Микола Лукаш.